# 内部类
在面向对象程序设计中，内部类又稱嵌套类，是一个完全在另一个类或接口的內部中声明的类。它与子类是有所区别。內部類可以訪問外部類私有數據，但外部類不能訪問內部類的成員。